# Lumea de dincolo (serie de filme)

Afişul primului film al seriei

Lumea de dincolo (engleză: Underworld) este o serie de filme artistice fantasy-horror-acțiune formată din următoarele titluri: Lumea de dincolo (2003), Lumea de dincolo 2: Evoluția (2006), Lumea de dincolo: Revolta Lycanilor (23 ianuarie 2009) și Lumea de dincolo: Trezirea la viață (Underworld: Awakening sau Underworld 4) (20 ianuarie 2012). Al cincilea film, Lumea de Dincolo: Războaie Sângeroase, a apărut în 2016.